# Чіп звичайний
Чіп звичайний, або великий (Zingel zingel) — вид риб родини окуневих (Percidae). Поширений переважно в річках басейнів Дністра і Дунаю. Раритетний вид риб, занесений до Червоної книги України та інших природоохоронних документів.

## Опис

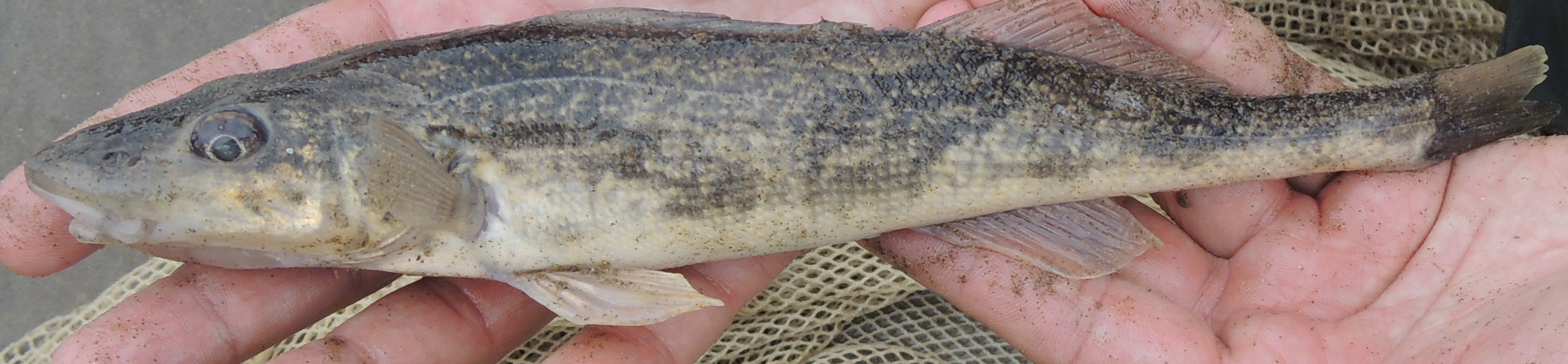
Zingel zingel

Тіло видовжене, циліндричне. Довжина до 45 см (зазвичай до 25 см), вага 200 — 300 г. Спинних плавця два, перший містить не менше 13 променів. Верхня щелепа довша за нижню. Тіло вкрите дрібною ктеноїдною лускою, грудна частина тулуба без луски. По боках тулуба проходить добре виражена бічна лінія, яка заходить і на хвостовий плавець. Зяброві кришки мають великий шип. Плавальний міхур відсутній. Забарвлення жовтувато-сіре з темними плямами та більш-менш вираженими смугами.

## Поширення
Поширений у басейні Дністра (верхня та середня течія), пониззі Дунаю, Пруті, річках Закарпаття. Ендемік цих річок. 

## Спосіб життя
Реофільна риба. Зустрічається на глибоких ділянках річок з середньою, рідше швидкою течією та піщаним, глинистим або кам'янистим ґрунтом. Іноді зустрічається на мілководді.
Чіп найактивніший у сутінках та вночі. Дорослі особини тримаються зазвичай поодинці, але під час живлення можуть збиратися у невеликі зграйки по 5 — 10 особин. Тримається біля дна. Живиться здебільшого вночі, кормом є личинки комах, черви, рачки, молюски, ікра та дрібна риба (йоржі, пічкурі). Тривалість життя – до 12 років.
Статевої зрілості досягає на 2 — 4 році, при розмірах 14 — 16 см. Нерест у квітні — травні, за температури води 13 — 16 °C. Плодючість — 10 — 18 тисяч ікринок. Ікру відкладає на дно. Ікра дрібна, приклеюється до субстрату. Личинки з'являються через два тижні.

## Охорона
На більшій частині ареалу стан природних популяцій виду наразі залишається більш-менш стабільним, за що він, згідно з Червоним списком МСОП, отримав охоронний статус «відносно благополучний вид». Але в ряді регіонів, у тому числі в Україні, продовжує спостерігатись тенденція до зниження чисельності популяції виду. Тому чіп звичайний занесений до Червоної книги України (охоронна категорія: рідкісний вид), Європейського Червоного списку (охоронна категорія: вразливий вид), Додатку 3 Бернської конвенції (охоронна категорія: вид підлягає охороні), а також до Резолюції 6 цієї ж конвенції (щодо риб, для яких в Європі створюється Смарагдова мережа).

## Практичне значення

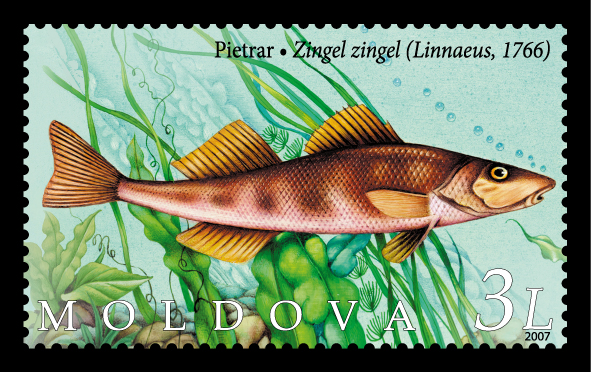
Чіп звичайний на молдовській поштовій марці

Вилов заборонений Правилами аматорського та спортивного рибальства у внутрішніх водах України (1990).